# Pusionella ghanaensis
Pusionella ghanaensis é uma espécie de gastrópode do gênero Pusionella, pertencente a família Clavatulidae.